# Palais Stefánia
Le Palais Stefánia (en hongrois : Stefánia Palota) est un édifice de style néobaroque, situés dans le 14e arrondissement de Budapest, à proximité du Városliget sur Stefánia út. À l'origine conçu comme un casino, il a été construit entre 1893 et 1895 et s’appelait à l’origine Park Club. Il fait actuellement partie du complexe Palais Stefánia et Centre culturel de la Défense nationale, propriété des Forces armées hongroises. 